# Méharicourt
Méharicourt est une commune française située dans le département de la Somme, en région Hauts-de-France.

## Géographie

### Localisation
Méharicourt est située dans une des parties les moins accidentées du Santerre.

#### Communes limitrophes

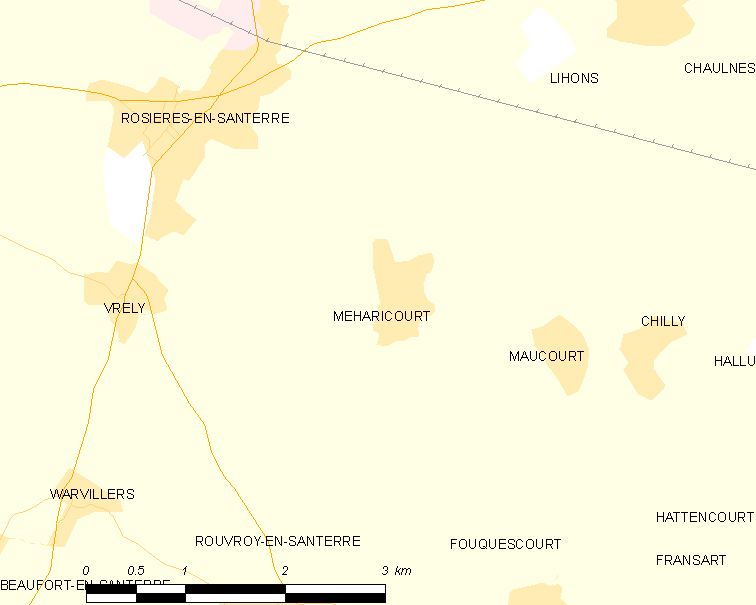
Cliquer sur la carte pour agrandir.

### Nature du sol et du sous-sol
Le sol de la commune est constitué du limon des plateaux sous lequel on trouve la craie.

### Relief, paysage, végétation
Son territoire est situé sur un plateau dont le point culminant est à 87 m. Au centre se trouve une légère dépression occupée en partie par le village. Cette dépression continue vers l'ouest par un vallon presque toujours à sec : c' est la continuation de la vallée supérieure de la Luce. Le point le plus bas de ce vallon est à 78 m d'altitude.
La superficie du territoire communal est de 701 ha.

### Hydrographie

#### Réseau hydrographique
La commune est située dans le bassin Artois-Picardie. Elle est drainée par le Méharicourt.

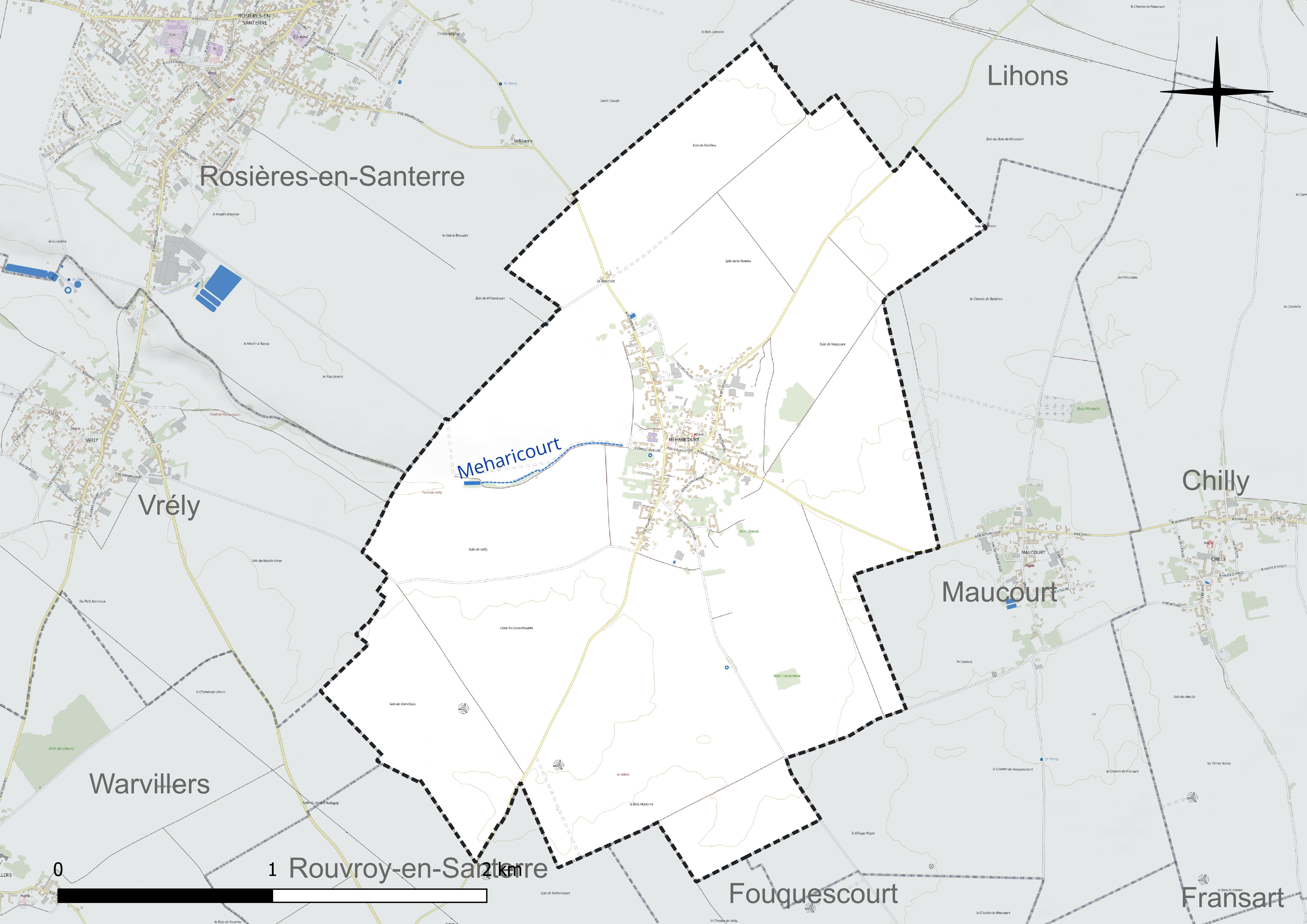
Réseau hydrographique de Méharicourt.

#### Gestion et qualité des eaux
Le territoire communal est couvert par le schéma d'aménagement et de gestion des eaux (SAGE) « Somme aval et Cours d'eau côtiers ». Ce document de planification concerne un territoire de 1 835 km2 de superficie, délimité par le bassin versant de la Somme canalisée. Le périmètre a été arrêté le 29 avril 2010 et le SAGE proprement dit a été approuvé le 6 août 2019. La structure porteuse de l'élaboration et de la mise en œuvre est le syndicat mixte d'aménagement hydraulique du bassin versant de la Somme (AMEVA).
La qualité des cours d'eau peut être consultée sur un site dédié géré par les agences de l'eau et l'Agence française pour la biodiversité.

### Climat
Pour des articles plus généraux, voir Climat des Hauts-de-France et Climat de la Somme.
En 2010, le climat de la commune est de type climat océanique dégradé des plaines du Centre et du Nord, selon une étude du CNRS s'appuyant sur une série de données couvrant la période 1971-2000. En 2020, Météo-France publie une typologie des climats de la France métropolitaine dans laquelle la commune est exposée à un climat océanique et est dans la région climatique Nord-est du bassin Parisien, caractérisée par un ensoleillement médiocre, une pluviométrie moyenne régulièrement répartie au cours de l'année et un hiver froid (3 °C).
Pour la période 1971-2000, la température annuelle moyenne est de 10,3 °C, avec une amplitude thermique annuelle de 14,7 °C. Le cumul annuel moyen de précipitations est de 692 mm, avec 11,4 jours de précipitations en janvier et 8,5 jours en juillet. Pour la période 1991-2020, la température moyenne annuelle observée sur la station météorologique la plus proche, située sur la commune de Rouvroy-en-Santerre à 4 km à vol d'oiseau, est de 10,8 °C et le cumul annuel moyen de précipitations est de 635,8 mm,. Pour l'avenir, les paramètres climatiques de la commune estimés pour 2050 selon différents scénarios d'émission de gaz à effet de serre sont consultables sur un site dédié publié par Météo-France en novembre 2022.
| Mois                                  | jan.           | fév.           | mars           | avril         | mai             | juin          | jui.          | août          | sep.          | oct.          | nov.            | déc.           | année      |
| ------------------------------------- | -------------- | -------------- | -------------- | ------------- | --------------- | ------------- | ------------- | ------------- | ------------- | ------------- | --------------- | -------------- | ---------- |
| Température minimale moyenne (°C)     | 1,4            | 1,7            | 3,1            | 4,4           | 8               | 10,6          | 12,3          | 12,3          | 9,8           | 7,5           | 4,1             | 2              | 6,4        |
| Température moyenne (°C)              | 3,8            | 4,6            | 7,2            | 9,8           | 13,3            | 16,2          | 18,3          | 18,4          | 15,1          | 11,5          | 7,1             | 4,4            | 10,8       |
| Température maximale moyenne (°C)     | 6,2            | 7,5            | 11,2           | 15,2          | 18,5            | 21,8          | 24,3          | 24,4          | 20,5          | 15,6          | 10,1            | 6,7            | 15,2       |
| Record de froid (°C) date du record   | −17,5 07.01.09 | −11,6 12.02.12 | −12,5 13.03.13 | −4,8 08.04.03 | −2,3 05.05.1996 | 2,2 05.06.12  | 2,8 03.07.11  | 3,7 02.08.15  | −0,9 25.09.03 | −6,1 24.10.03 | −9,2 24.11.1998 | −14,4 18.12.10 | −17,5 2009 |
| Record de chaleur (°C) date du record | 14,9 09.01.15  | 18 24.02.21    | 24,4 31.03.21  | 27,2 15.04.07 | 30,2 27.05.05   | 35,3 18.06.22 | 41,6 25.07.19 | 39,1 12.08.03 | 34,2 09.09.23 | 28,1 01.10.11 | 19,9 06.11.18   | 16,2 07.12.00  | 41,6 2019  |
| Précipitations (mm)                   | 45,6           | 43             | 44,1           | 39,4          | 61,3            | 55,3          | 63,8          | 62,4          | 45,1          | 58,1          | 52,4            | 65,3           | 635,8      |

## Urbanisme

### Typologie
Au 1er janvier 2024, Méharicourt est catégorisée commune rurale à habitat dispersé, selon la nouvelle grille communale de densité à sept niveaux définie par l'Insee en 2022.
Elle est située hors unité urbaine et hors attraction des villes,.

### Occupation des sols
L'occupation des sols de la commune, telle qu'elle ressort de la base de données européenne d'occupation biophysique des sols Corine Land Cover (CLC), est marquée par l'importance des territoires agricoles (93,2 % en 2018), une proportion sensiblement équivalente à celle de 1990 (93,6 %). La répartition détaillée en 2018 est la suivante : 
terres arables (93,2 %), zones urbanisées (6,8 %). L'évolution de l'occupation des sols de la commune et de ses infrastructures peut être observée sur les différentes représentations cartographiques du territoire : la carte de Cassini (XVIIIe siècle), la carte d'état-major (1820-1866) et les cartes ou photos aériennes de l'IGN pour la période actuelle (1950 à aujourd'hui).

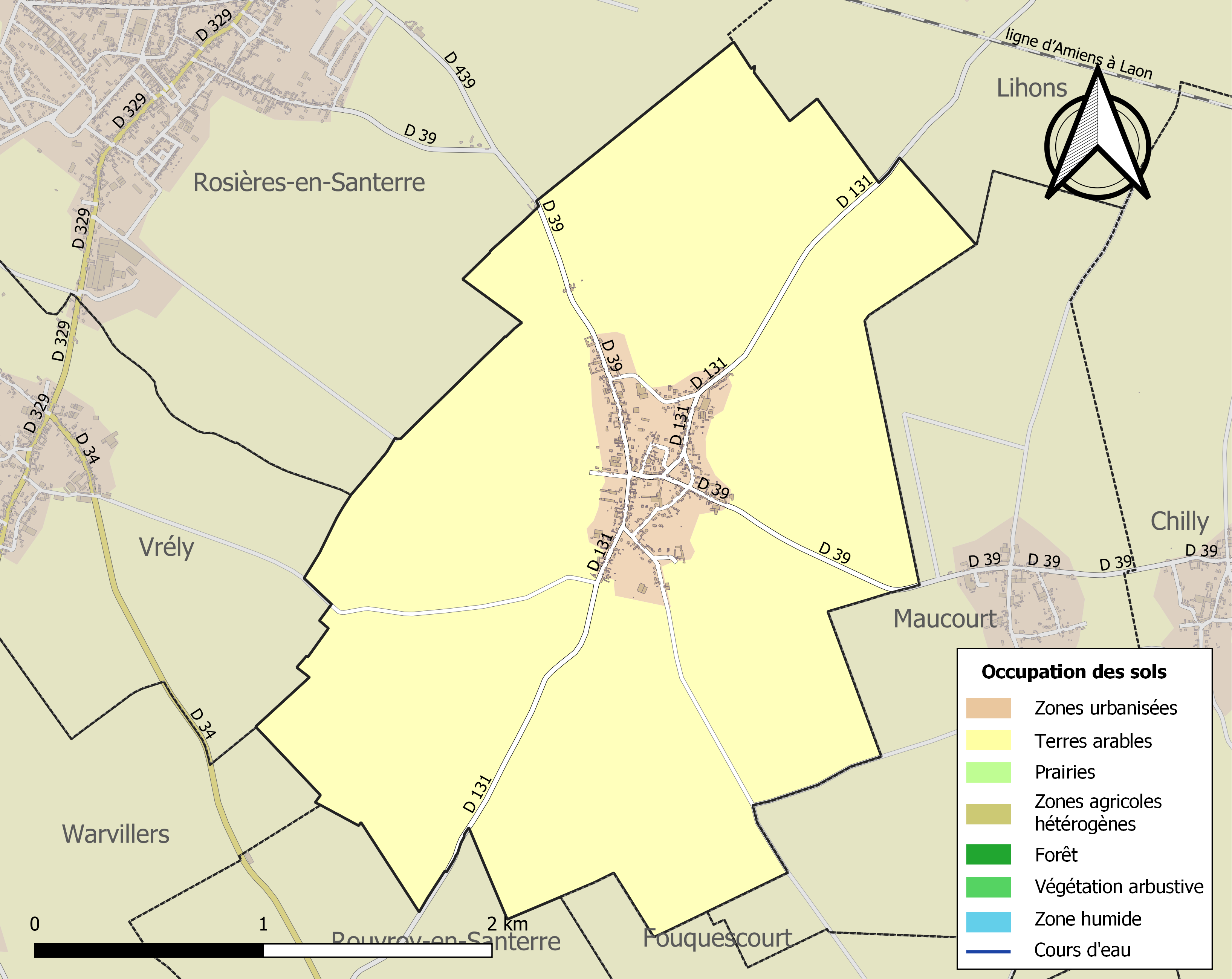
Carte des infrastructures et de l'occupation des sols de la commune en 2018 (CLC).

### Habitat
Le village reconstruit pendant l'entre-deux-guerres présente un habitat groupé.

### Voies de communication et transports
- Transport en commun routiers : la localité est desservie par les autocars du réseau inter-urbain Trans'80, Hauts-de-France (ligne no 59, Harbonnières - Péronne)[13].

## Toponymie
Comme toutes les communes, Méharicourt a vu son nom évoluer au fil des siècles. En 1135, on trouvait « Mahéricourt », puis , ce nom a évolué vers « Maharicourt ». Au cours des siècles suivants, on est passé de « Méhatincourt » à « Méharicours en Sangter », la forme définitive n'était plus très loin.
Méharicourt est un terme de formation germano-romane. Le radical « court », dérive du terme latin Curtis désignant une cour de ferme, une ferme puis un village. Le préfixe « Méhari » serait dérivé du nom germanique d'un des propriétaires du lieu après les Invasions barbares des Ve siècle et VIe siècle.

## Histoire

### Antiquité
L'histoire de Méharicourt remonte à des temps très anciens car on a trouvé entre le village et Lihons des cercueils romains. Il devait probablement y avoir un camp romain sur le plateau nord-est de la commune.
Dans les temps un peu moins éloignés, la légende dit que les Huns sont venus jusque Méharicourt mais, de cela, il ne reste aucune trace.

### Moyen Âge
Le village a sûrement souffert de la Guerre de Cent Ans, qui a subi les ravages des Anglais et des Bourguignons, surtout au XVe siècle.

### Époque moderne
Aux XVIe et XVIIe siècles, la guerre de la Ligue et les invasions espagnoles touchèrent Méharicourt.
Méharicourt est un ancien lieu de pèlerinage à saint Candide et saint Flamidien, martyrs de la Légion thébaine. Leurs reliques furent rapportées de Rome par le comte de Marcellus en 1688 qui les donna à M. de Blicourt, comte de Tincourt qui lui-même en fit présent à l'église Saint-Martin de Méharicourt. Ces reliques furent cachées pendant la Révolution française.
Le XVIIIe siècle est une époque de prospérité et dès 1719, les habitants furent autorisés à travailler la laine.

### Époque contemporaine
En 1790, Méharicourt fut chef-lieu de canton mais il perdit ce titre au profit de Rosières[réf. nécessaire].

#### XIXe siècle
Au terme de l'épopée napoléonienne, le XIXe siècle débuta par l'invasion des Cosaques qui atteignirent Méhéricourt en 1814-1815.
En 1830, lors de la conquête de l'Algérie par la France, un dénommé Dumont de Méharicourt planta le drapeau français sur les ruines fumantes d'Alger.
1840 est une année de grande disette mais c'est à cette date que furent élaborées les rues du village au moyen d'une souscription de 3 000 F en faveur des ouvriers sans travail. À cette même époque, l'église est restaurée. Elle était jusqu'alors composée de différentes constructions élevées successivement et sans harmonie, selon le besoin progressif de la population. En 1842, le clocher, qui avait été bâti en 1607, est reconstruit. En 1863, une école de filles et une salle d'asile sont établies de façon définitive à Méharicourt.
À la fin du XIXe, il n'y avait pas de bois ni de friche car chaque petit bout de terre était cultivé. Le gibier était peu abondant. Le village était surtout industriel et avait l'aspect d'un petit bourg. Il n'y avait pas de cours d'eau, on comptait tout au plus quelques mares qui étaient bien souvent à sec tandis que les eaux sauvages (pluie, neige) s'écoulaient vers Vrely par un petit ravin, causant notamment une inondation en 1856.
En 1899, Méharicourt comptait trois usines à vapeur pour le tissage de la laine. Elles occupaient 500 ouvriers et produisaient des bas, des chaussettes et des gilets de chasse.

#### Première Guerre mondiale
Le village de Méharicourt est touché par la Première Guerre mondiale et subit d'importantes destructions,,,,,,.

#### Entre-deux-guerres
La commune fut décorée de la Croix de guerre 1914-1918 le 30 octobre 1920.
La reconstruction du village et de son église se déroula durant l'entre deux guerres.

#### Seconde Guerre mondiale
Un terrain d'aviation militaire avait été construit pendant la Première Guerre mondiale entre Méharicourt et Rosières. Il fut réaménagé en 1939 par l'armée anglaise et utilisé durant la Seconde Guerre mondiale par l'armée allemande comme   « Flugplatz  Rosières En Santerre » sous le n° de code 510, et de juillet 1942 à octobre 1943 sous le n° 281. Les pistes furent aménagées avec les briques et les pierres de l'hôtel de ville de Rosières.
Les Allemands y construisent :
- trois pistes de 1620 m, bétonnées, balisées et équipées de rampes d'approche Lorenz et de moyens de percée ;
- deux zones de dispersion totalisant 59 abris pour avions ;
- un bataillon de Flak comprenant une batterie de 6 canons de 88 mm et 8 sections de 4 à 6 canons de 20 et 37 mm, pour assurer la défense antiaérienne du terrain[24],[25],[26].

## Politique et administration

### Rattachement administratifs et électoraux
La commune se trouvait de 1793 à 2016 dans l'arrondissement de Montdidier du département de la Somme. Par arrêté préfectoral du 27 décembre 2016, la commune en est détachée le 1er janvier 2017 pour intégrer l'arrondissement de Péronne. Pour l'élection des députés, elle fait partie depuis 1958 de la cinquième circonscription de la Somme.
Elle faisait partie depuis 1793 du canton de Rosières-en-Santerre. Dans le cadre du redécoupage cantonal de 2014 en France, la commune est intégrée au canton de Moreuil.

### Intercommunalité
La commune faisait partie de la communauté de communes du Santerre créée le 31 décembre 1993.
Dans le cadre des dispositions de la loi portant nouvelle organisation territoriale de la République du 7 août 2015, qui prévoit que les établissements publics de coopération intercommunale (EPCI) à fiscalité propre doivent avoir un minimum de 15 000 habitants, la préfète de la Somme propose en octobre 2015 un projet de nouveau schéma départemental de coopération intercommunale (SDCI) qui prévoit la réduction de 28 à 16 du nombre des intercommunalités à fiscalité propre du département.
Le projet préfectoral prévoit la « fusion des communautés de communes de Haute Picardie et du Santerre », le nouvel ensemble de 17 954 habitants regroupant 46 communes,,. À la suite de l'avis favorable de la commission départementale de coopération intercommunale en janvier 2016, la préfecture sollicite l'avis formel des conseils municipaux et communautaires concernés en vue de la mise en œuvre de la fusion le 1er janvier 2017.
Cette procédure aboutit à la création au 1er janvier 2017 de la communauté de communes Terre de Picardie, dont la commune est désormais membre.

### Liste des maires
| Période                                  | Période                   | Identité            | Étiquette | Qualité                         |
| ---------------------------------------- | ------------------------- | ------------------- | --------- | ------------------------------- |
| Les données manquantes sont à compléter. |                           |                     |           |                                 |
| mars 2001                                | 2008                      | M. Claude Lasalle   |           |                                 |
| mars 2008                                | 2020                      | Françoise Deflandre |           | Réélue pour le mandat 2014-2020 |
| 2020                                     | En cours (au 4 août 2020) | Claire Fournet      |           |                                 |

## Population et société

### Démographie
L'évolution du nombre d'habitants est connue à travers les recensements de la population effectués dans la commune depuis 1793. Pour les communes de moins de 10 000 habitants, une enquête de recensement portant sur toute la population est réalisée tous les cinq ans, les populations de référence des années intermédiaires étant quant à elles estimées par interpolation ou extrapolation. Pour la commune, le premier recensement exhaustif entrant dans le cadre du nouveau dispositif a été réalisé en 2006.

En 2022, la commune comptait 551 habitants, en évolution de −5,81 % par rapport à 2016 (Somme : −1,26 %, France hors Mayotte : +2,11 %).
| 1793  | 1800  | 1806 | 1821  | 1831  | 1836  | 1841  | 1846  | 1851  |
| ----- | ----- | ---- | ----- | ----- | ----- | ----- | ----- | ----- |
| 1 005 | 1 161 | 959  | 1 077 | 1 091 | 1 090 | 1 102 | 1 160 | 1 140 |

| 1856  | 1861  | 1866  | 1872  | 1876  | 1881  | 1886  | 1891  | 1896  |
| ----- | ----- | ----- | ----- | ----- | ----- | ----- | ----- | ----- |
| 1 021 | 1 050 | 1 052 | 1 025 | 1 006 | 1 031 | 1 093 | 1 170 | 1 123 |

| 1901  | 1906  | 1911 | 1921 | 1926 | 1931 | 1936 | 1946 | 1954 |
| ----- | ----- | ---- | ---- | ---- | ---- | ---- | ---- | ---- |
| 1 098 | 1 028 | 888  | 400  | 479  | 447  | 422  | 366  | 393  |

| 1962 | 1968 | 1975 | 1982 | 1990 | 1999 | 2006 | 2011 | 2016 |
| ---- | ---- | ---- | ---- | ---- | ---- | ---- | ---- | ---- |
| 424  | 429  | 485  | 512  | 480  | 538  | 586  | 570  | 585  |

| 2021 | 2022 | - | - | - | - | - | - | - |
| ---- | ---- | - | - | - | - | - | - | - |
| 564  | 551  | - | - | - | - | - | - | - |

### Enseignement
Le village dispose d'une école primaire de 156 élèves à la rentrée 2017.

## Économie

### Activités économiques et de services
L'agriculture reste l'activité dominante de la commune.

## Culture locale et patrimoine

### Lieux et monuments
- Église Saint-Martin[43], détruite durant la Première Guerre mondiale[44],[45],[46]. Elle possédait un retable de la Passion du Christ datant de la première moitié du XVIe siècle, conservé au Musée de Picardie à Amiens. Elle a été reconstruite en brique durant l'entre-deux-guerres dans le style art déco.

- Chapelle Notre-Dame-de-Lourdes, rue Gaillandre. Une niche abrite une statue de saint Pierre et la tête de saint Martin, issue de la démolition de l'église en 1914[47].
- Monument aux morts : situé  en face de l'église, il fut offert par un couple d'Américains amis de la France ; il s'agit d'une fontaine sous forme d'obélisque entouré d'un bassin octogonal. Il honore la mémoire des morts de la commune au cours des deux guerres mondiales.
- Mairie : reconstruite après la Première Guerre mondiale, en brique sur deux niveaux.

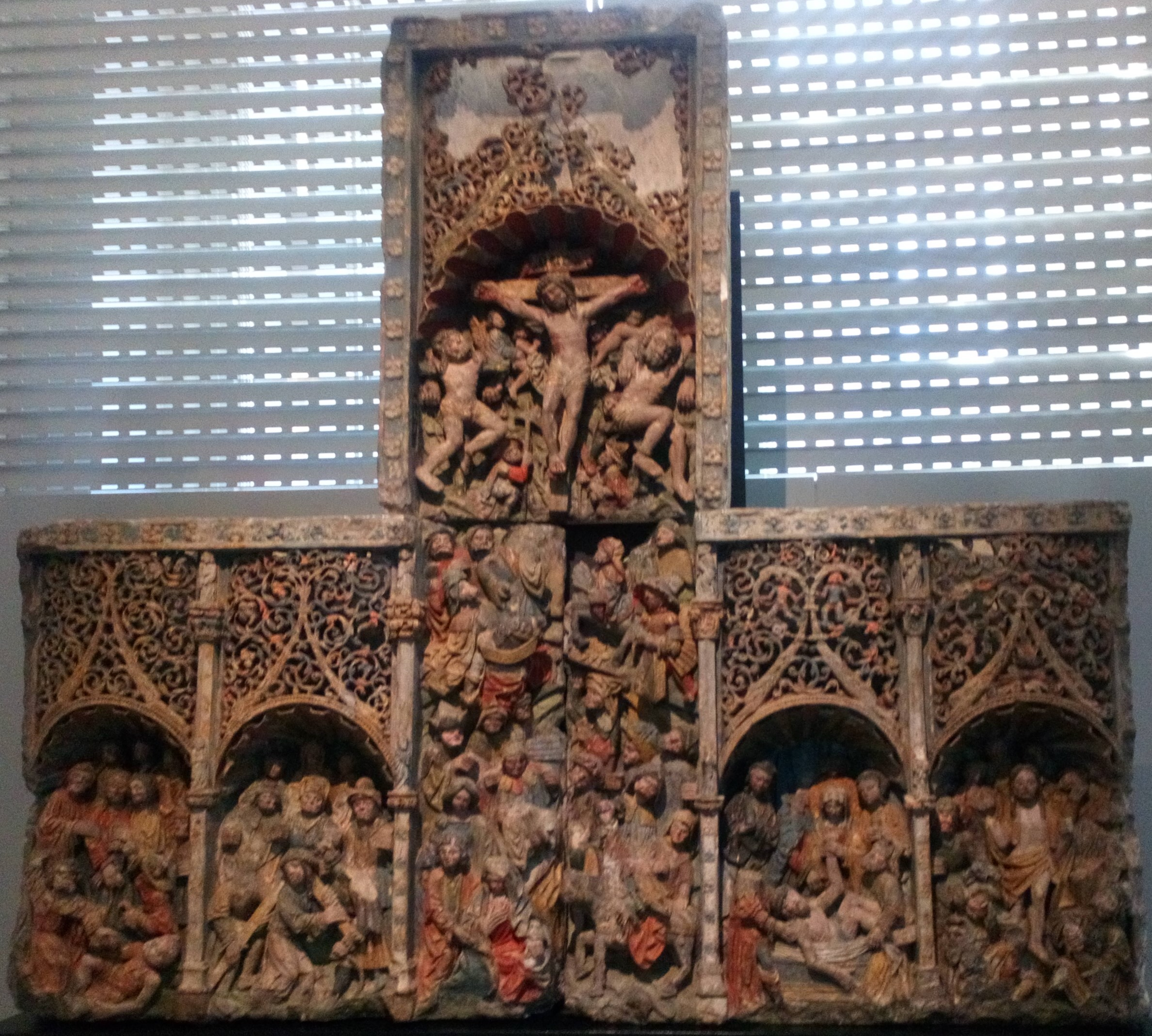
Le retable de Méharicourt, XVIe siècle, musée de Picardie, Amiens.
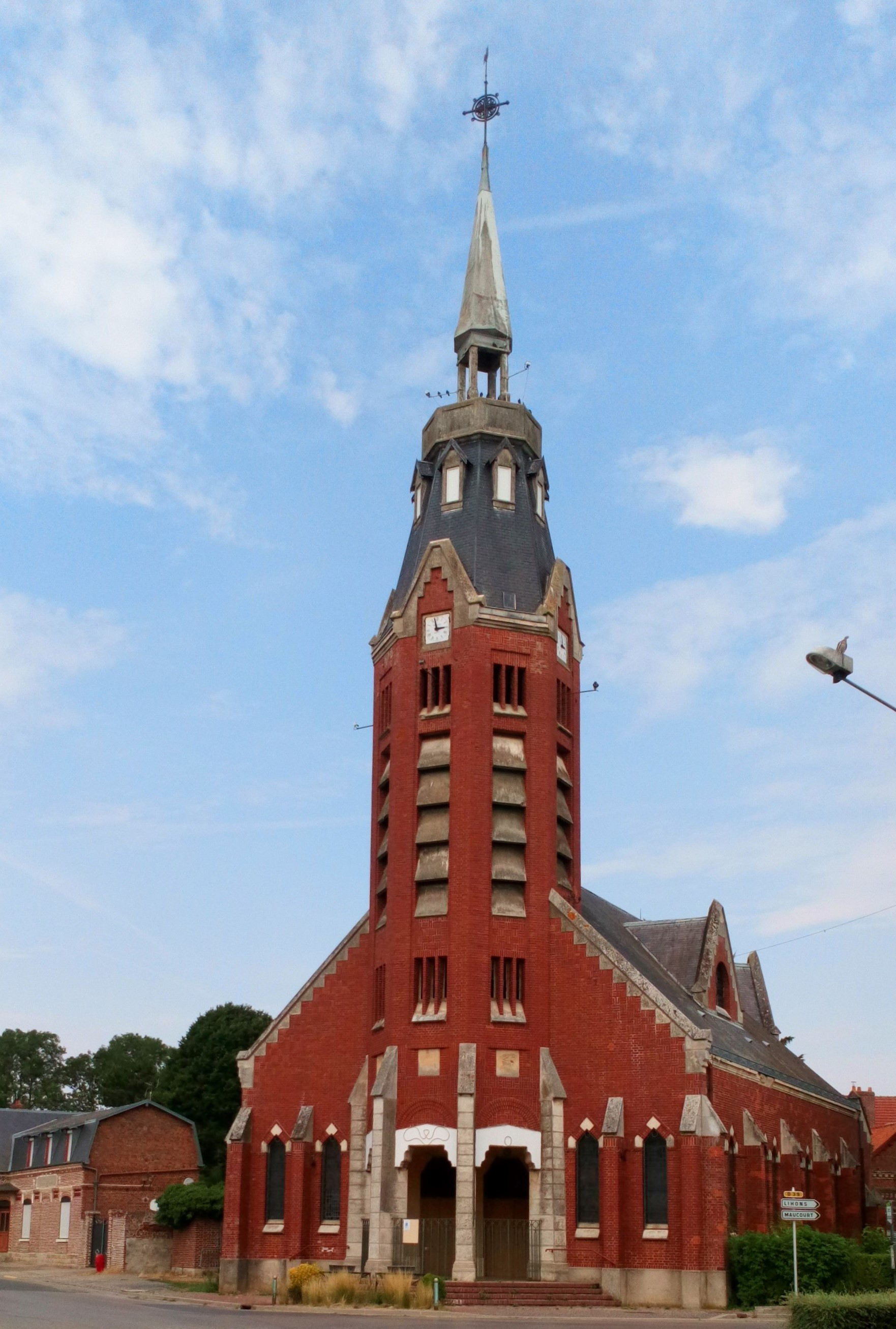
Eglise Saint-Martin de Méharicourt.
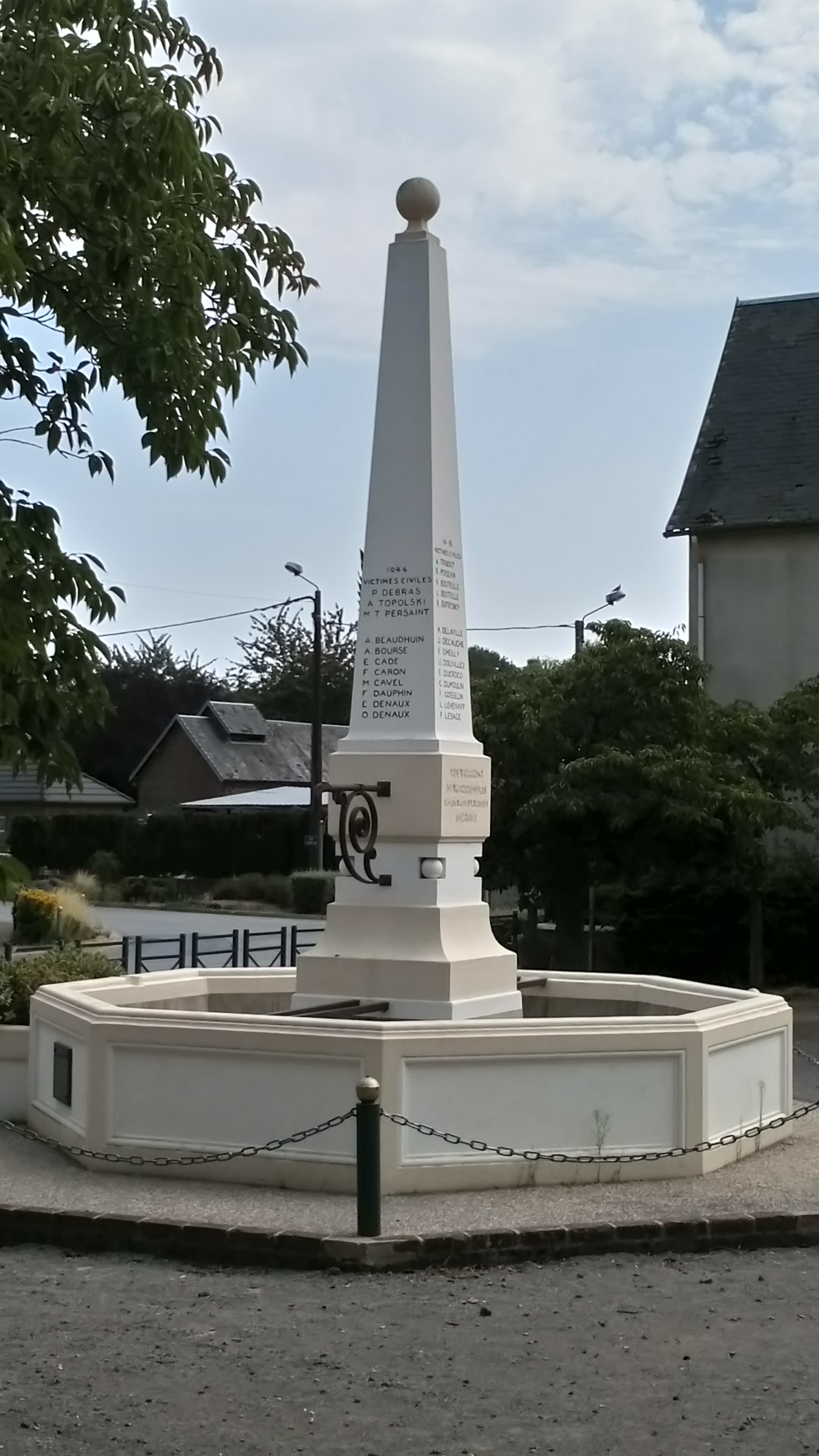
Monument aux morts.

### Personnalités liées à la commune
- Pierre-Charles Étévé, né en 1782 à Méharicourt, sergent au 6e régiment de la garde impériale, chevalier de la Légion d'honneur.
- Emile-Irénée-Léon Lefèvre, né en 1838 à Méharicourt, sous-lieutenant et porte-étendard du 5e régiment de hussards sous le Second Empire, chevalier de la Légion d'honneur.
- Philippe-Ambroise-Lucien Dumont, né en 1878 à Méharicourt, sous-lieutenant de tirailleurs marocains, Afrique du Nord de 1896 à 1912, campagne contre l'Allemagne 1914-1918, chevalier de la Légion d'honneur, Croix de guerre avec palme et étoile d'argent.